# Stanisław Cygan (trener)
Stanisław Cygan (ur. 25 marca 1944 w Buczałach) – polski piłkarz grający na pozycji obrońcy, trener.

## Wczesne życie
Stanisław Cygan urodził się we wsi Buczały (obecnie Ukraina), jednak po zakończeniu II wojny światowej przeniósł się z rodziną na Górny Śląsk, gdzie ukończył szkołę zawodową o specjalności tokarz w katowickiej Ligocie oraz Technikum Górnicze w Bytomiu o specjalności eksploatacja złóż.

## Kariera piłkarska
Stanisław Cygan karierę piłkarską rozpoczął w 1959 roku w Górniku Kochłowice, w którym grał do 1964 roku. Następnie w latach 1964–1974 reprezentował barwy Szombierek Bytom, w barwach których w ekstraklasie rozegrał 181 meczów, w których zdobył 3 gole, a także awansował do ekstraklasy w sezonie 1972/1973.

## Kariera trenerska
Stanisław Cygan po zakończeniu kariery piłkarskiej w 1974 roku wyjechał do Australii, gdzie rozpoczął karierę trenerską w polonijnym klubie Polonia Adelaide, z którym dwukrotnie triumfował w National Premier Leagues South Australia (1975, 1977).
W 1977 roku wrócił do Polski, gdzie w latach 1977–1979 był asystentem trenera Oresta Lenczyka w Wiśle Kraków, a w latach 1979–1983 asystentem Huberta Kostki w Szombierkach Bytom, w której jednym z zawodników był wówczas jego bratanek, Bogusław. W 1983 roku ponownie był trenerem Polonii Adelaide, a w latach 1984–1986 ponownie był asystentem Huberta Kostki, tym razem w Górniku Zabrze.
Następnie był głównym trenerem występujących w II lidze Wisły Kraków (1986–1987) i Polonii Bytom (1987–1988).
6 września 1988 roku został trenerem beniaminka ekstraklasy GKS Jastrzębie-Zdrój, jednak 31 grudnia 1988 roku odszedł z funkcji, jednak 26 maja 1989 roku ponownie został trenerem klubu, który rozgrywki ligowe w sezonie 1988/1989 zakończył 14. miejscu, w związku z czym przystąpił do baraży, w których przegrał rywalizację z Zawiszą Bydgoszcz (0:0, 0:2) i spadł do II ligi.
Następnie trenował: Uranię Ruda Śląska (1996–1998), ponownie GKS Jastrzębie-Zdrój (1998–1999) oraz Włókniarza Kietrz (2000), w którym w 2001 roku był asystentem trenera Petra Zemlika.
W latach 2002–2003 był asystentem trenera Grzegorza Kapicy w Grunwaldzie Ruda Śląska, którego 13 maja 2003 roku zastąpił na tym stanowisku.
Kolejnymi klubami w karierze trenerskiej Cygana były: Górnik Czerwionka (2003), Jura Niegowa (2004), ponownie Grunwald Ruda Śląska (2005) oraz drużyny juniorskie klubu.

## Sukcesy

### Zawodnicze
Szombierki Bytom
- Awans do ekstraklasy w 1973

### Trenerskie
Polonia Adelaide
- National Premier Leagues South Australia: 1975, 1977